# 東川線
東川線（日语：／ Higashikawa sen */?），是一條由旭川電氣軌道營運的路面電車路線。該路線上設有客運和貨運業務。在1972年（昭和47年）廢除。

## 概要
東川線是一條連接旭川市旭川四條與東川町之間的郊外路線。當時東川的有志者成立了東川軌道，並申請軌道敷設特許，該軌道的軌距為1067毫米，動力為蒸氣。在旭川市內，由於預定敷設路軌用地較多民居，因此展望將來客量會增加，因此便把申請書由蒸氣改變為電力。
當初路線的起點是4條20丁目，車站名稱為四條站。後來為了方便運送農作物和乘客，加上與鐵道省聯絡運輸。便於1926年（大正15年）申請四條站與鐵道省旭川站之間的軌道敷設特許。但是由於旭川站車站範圍因素，不能夠容許客運業務，只能夠容許貨運業務。在取得上述區間的軌道特許後，便申請從交通量較多，宮下通相交處宮下通18丁目附近至四條站之間的客運營業許可。在1927年（昭和2年）旭川一條站至四條通站（後來合併至四條站，再改名為旭川四條站）之間開設客運業務。但是從開業起，該區間的客量已經較少，在10年後的1937年（昭和12年），便把旭川一條站廢除，旭川一條至旭川四條之間廢除客運業務。自此，旭川站至旭川四條站之間只有貨運業務。雖然旭川一條站只營運一段短時間，但是全國時間表中也有記錄下來，而在從前的雜誌文章中沒有提及這件車站。
在開業後，三間公司都提出了把路線延伸至市中心部分，在申請期間發生了衝突而未能實現，結果需要由旭川市議會進行調停，連接旭川電氣軌道在內的三間公司共同成立旭川市街電鐵。隨後很快再改名為旭川市街軌道，於1929年（昭和4年）首條路線開通。
東川是在上川盆地內，以種植稻米而知名。因此旭川電氣軌道成為了連接旭川與東川之間，一條農村鐵道的功能。成為該地區運送乘客和貨物的重要交通工具。在開通至廢除之間，東川線上一直沒有營運用電力機車，一直使用電動列車以牽引貨車。在1929年（昭和4年），公司的另一條路線東旭川線開通並開始客運業務，翌年該路線延伸至旭山公園，全線開通。旭川電氣軌道所有軌道線建設完成。該線會在旭川追分直通至東川線，前往旭川四條。
在1949年（昭和24年）3月27日早上，車庫內的浴室發生火警，導致車庫和車輛被燒毀。唯一沒有受損的電車是停泊在東川的20號電車。當時雖然有考慮把路線廢除，但是最後都是向札幌市電借入兩架四輪兩軸車，以從當地巴士公司包租了一些巴士，直至新的轉向架100型製造完成為止，該轉向架比起過往的還要大。在戰後，貨運量在1960年（昭和35年），客運量在1965年（昭和40年）達到高峰，隨著貨客運量開始減少。在1963年至1965年，路線開始錄得赤字。
為了減省成本，開始實施車站無人化和業務委托。在1968年（昭和43年），為了提高營業效率和整理競爭路線，便收購了旭川巴士（前身為旭川市街軌道）。當時鐵路設施已經老化和沿線住民發起了把軌道廢除的運動，在每年的股東大會中，都會發生一場鬥爭，分司一方希望把路線廢除，改為巴士服務，而股東一方（包括農協）希望繼續保留下來，以繼續設有國鐵聯絡貨物運輸的安排。踏入1970年代，隨著國鐵宗谷本線需要進行高架化工程，加上旭川市也要求軌道廢除。隨後，當貨物可改由貨車運送後，農協也同意把鐵路線廢除。最後在1972年（昭和47年）除夕最後一天營運後，東川線被廢除。
在東川線和東旭川線廢除後，旭川電氣軌道退出鐵路業務，專注營運巴士業務並蓬勃發展。長久以來，部分巴士站名稱是繼承了電車時代的車站名稱。後來在2010年代下旬起，這些巴士站名稱開始改為其他名稱（例如：旭川追分→豐岡3條2丁目，4號線→東郵局前，觀音→共榮營業所前等）。
社紋在軌道廢除後沒有改動。都是一個「旭」字被路軌組成的圓圈包圍。
另外，旭川市民會稱旭川電氣軌道為「郊外電車」，旭川市街軌道為「市內電車」。

### 路線資料（廢除時）
- 軌距：1067毫米
- 電氣化區間：全線（直流600伏特）
- 列車交會車站：7座（旭川追分、千代田、觀音、旭正、上旭正、十號、西川）
- 變電站（水銀整流器式）：旭川追分
- 車廠：旭川追分

## 歷史
- 1925年（大正14年）3月10日 東川軌道申請軌道敷設特許（旭川市 - 東川村，7英里64鏈，1067毫米，動力：蒸氣）
- 1925年（大正14年）11月30日 東川軌道取得軌道敷設特許
- 1926年（大正15年）
  - 1月28日 公司名稱改為旭川軌道
  - 10月7日 創業招股書內容變更得到許可（動力改為電力）
- 1927年（昭和2年）
  - 1月15日 公司章程變更通知（公司名變為旭川電氣軌道）
  - 2月15日 追分（後來為旭川追分）至十號之間開業[3]
  - 3月6日 十號至東川之間開業[3]
  - 3月10日 四條（後來為旭川四條）至旭川之間取得軌道敷設特許（貨物線）
  - 4月12日 四條至追分之間開業[3]
  - 10月15日 四條至旭川一條之間得到客運運輸營業許可
  - 10月20日 四條至旭川之間開業（旭川一條至旭川之間只限貨物運輸）
- 1929年（昭和4年）12月30日 旭川電氣軌道東旭川線部分區間，該線開始於東川線旭川追分直通至旭川四條
- 1930年（昭和5年）12月26日 旭川電氣軌道東旭川線延伸至旭山公園（軌道線全線開通）
- 1937年（昭和12年）11月11日 旭川四條至旭川一條之間的客運業務被廢除（旭川四條至旭川之間變為只有貨運業務）
- 1949年（昭和24年）3月27日 車庫發生火警，眾多車輛被燒毀
- 1968年（昭和43年）5月14日 把旭川巴士收購合併
- 1972年（昭和47年）
  - 10月31日 申請廢除東川線
  - 12月22日 廢除得到許可
- 1973年（昭和48年）1月1日 東川線正式被廢除[3]

## 運行形態
路軌是建設在道路上。但是除了旭川市和東川町市區部分外，其餘路段的路軌都是敷設在路肩。使看起來就像一個郊外電車。另外，由於東川線的車輛都是使用重鐵用的大型路面電車，因此在一些位於道路中央的車站中，會設置了月台。
班次方面，旭川四條首班車於6:40開出，尾班車於21:35開出，大約每1小時一班（在旭川四條至旭川追分之間設有東旭川線列車班次，兩線合共提供30分鐘一班）。在繁忙時間會使用2架列車行走，其餘時間只使用1架。列車通常會在旭正站進行交會。行走整條線的所需時間為約40分鐘。
貨運列車會使用電動列車牽引鐵路貨車。貨運班次為不定期。這些班次會在客運列車班次之間行走。當運送米時會實施通宵運輸。除了危險品和高壓氣體外，一些定期列車也會牽引貨物。

## 車輛
電車的集電器在1954年進行變更，由集電桿變為集電弓。在車庫內的架空電纜較高，因此車庫內設有起重機。在車庫內也不能使用集電弓，部分車輛在路線廢除前也保留了集電桿。
6, 8, 10
在1926年由梅鉢鐵工所製造。為了準備開業而購入的四輪電動客車。在1926年10月16日得到設計認可。載客量50人（座位22企位28）。摩打由日立製造26.25kW×2。在1949年由於車庫發生火災而受損，6後來被退役，8於國鐵旭川工場，10於自家工場進行維修後恢復服務。8於後述提及，當KoHa051引入時退役。10由於車輛老化，使車身明顯地扭曲。後來在該電動列車的正面加上支架，在廢線前一直用作調度鐵路貨車之用。在廢線後，10曾經被放置在旭川市內的「喫茶店Umebachi」，隨著該店鋪關閉而拆毀。
12, 14, 16
由名古屋電車製作所製造，製造年份不詳。隨著東旭川線部分區間開業，便於1930年從名古屋鐵道購入501、507、508（該鐵路線在1930年把這些車輛退役）。在1930年12月4日得到設計認可。載客量60名（座位34企位26）。摩打由西屋製造EC221型50HP×2。12和14在1949年由於車輛老化而退役。16在1949年批准改裝為客車拖卡。16於後述提及，當MoHa1001引入時退役。
18, 20, 22, 24
在1930年由日本車輛製造。為了東旭川線全線開業之際而購入的四輪電動客車。在1931年9月28日，18和20得到設計認可，載客量56人（座位20企位36）。在1932年5月11日，22和24得到設計認可，載客量50人（座位20企位30）。摩打由東洋電機製造36.8kW×2。在1949年由於車庫發生火災而受損，根據書籍記載，18、22、24改造為可載客80人的轉向架電動車(101-103)。20在火災過後，晩年被用作工程車。
MoHa101-103
在1949年由日本車輛製造製造。根據書籍記載，該年因火災而受損的18、22、24在復修之際也進行改裝，設計也得到認可。而實際上是製造一架新的轉向架電動客車。在1950年3月16日得到改裝認可。載客量80名（座位30企位50）。摩打由東洋電機製造37.8kW×4。這三架電車一直為主力車輛，直至廢線一刻。在廢線後，MoHa101被存放在東川町鄉土館，並得到悉心保存。MoHa102在1973年4月於旭川追分站拆毀。
MoHa1001
在1955年由日本車輛製造。電車車身沒有門檻或頂樑，車門為自動門。在製造當初設有選配安裝連接無線電的廣播系統。在1955年9月9日得到改裝認可。載客量120（座位60企位60）。摩打由東洋電機製造60kW×4。在廢線後被存放在旭川市立鄉土博物館。現時已遷移至東旭川農村環境改善中心，並得到悉心保存。
MoHa501
在1956年由日本車輛製造。該電車使用定山溪鐵道MoHa100形的零件製造。轉向架與各個部件都與1001相容。車門為自動門。在1958年4月12日得到改裝認可。載客量100名（座位44企位56）。摩打由東洋電機製造37kW×4。在廢線後，此電車，以及MoHa103、KoHa051與除雪車等一同被放置在洞爺湖湖畔，在1990年代初拆毀。
KoHa051
在1936年由鐵道省小倉工場製造。該車輛原本是一架國鐵KiHa05柴油列車，但是由於引擎老化，便改變設計，把該車輛改裝為客車拖卡。另外，在與國鐵的銷售合約中，車輛的編號為KiHa0516。但是在竣工圖所標示的製造年份、改造年份，以及銘板上的資訊中，推測車輛實際是來自俱知安區的KiHa0516，當日該車輛與KiHa0512一同退役。
電動除雪車（沒有編號）
在1951年由自家工場改裝。由一架兩軸貨車改裝為旋轉式除雪車。木製車身的後半部是機械室和運輸室，前半部是無蓋。在無蓋部分的頭端裝上了旋轉式除雪裝置。車輛無法自行走動，需要由一架電動列車在後方推進。由於被電動列車推進時會使該較弱的列車造成超負荷，因此很少使用該除雪車。在日本國內也有同款車輛，包括栃尾鐵道YuKi1和札幌電氣軌道原型旋轉式除雪車。
電動除雪車（沒有編號）
在1931年由汽車會社製造。該車輛在旭川市街軌道廢線時購入排1（旋轉式電動掃雪機）。在1958年9月16日得到改裝認可。在引入時把一邊的集電桿撤走，裝上了集電弓。
Wa101-104, Wa24
在開業時從鐵道省購入可運載11公噸的木製兩軸棚車。在鐵道省時代的車輛編號為Wa52436、53044、53036、54945、53652（改編號時的情況不詳）。在1927年7月11日得到設計許可。Wa101-104可直通至國鐵線。Wa104在1967年退役。
To31-33
在開業時從鐵道省購入可運載10公噸的木製兩軸敞車。在鐵道省時代的車輛編號為To14344、14303、14253（改編號時的情況不詳）。在1927年7月11日得到設計許可。To32在1965年退役。
SeKi1, 1001
從國鐵購入的轉向架式運煤車。SeKi1原本是國鐵的SeKi118，SeKi1001原本是國鐵的SeKi1217。在1951年11月19日得到設計許可。當運煤車運送至線內時曾發生出軌事故，導致車輛受損。在1954年，兩架車被賣往三菱礦業大夕張鐵道，變成SeKi1和SeKi2，現時也被保存下來。
ToMu50001
在To32於1965年退役後，便從國鐵購入前ToMu54747。只於自家路線內行走。

## 車站列表
*：列車交會車站，#：在路線廢除前已經廢除的車站
- 旭川四條 - 四條廿丁目# - 牛朱別# - 旭川追分* - 二號線 - 千代田* - 四號線 - 觀音* - 坂之上 - 旭正* - 上旭正* - 上七號線 - 十號* - 九號 - 西川* - 西六號 - 東川學校 - 東川
- （貨物線）旭川四條 - 旭川一條 - 旭川

## 接續路線
公司名稱截至東川線廢線前一刻
- 旭川站（貨物）：國鐵宗谷本線、富良野線
- 旭川四條站：國鐵宗谷本線（旭川四條臨時乘降場，1957年 - 1973年）、旭川市街軌道（日语：旭川市街軌道）四條線（四條十七丁目，1929年 - 1948年）
- 旭川追分站：旭川電氣軌道東旭川線

## 注腳